# NGC 6800
NGC 6800 (другое обозначение — OCL 123) — рассеянное скопление в созвездии Лисичка.
Этот объект входит в число перечисленных в оригинальной редакции «Нового общего каталога».